# ティモシー・ケイン
ティモシー・ケイン（Timothy Kain）はオーストラリアのギタリスト。これまでサディー･ビショップ、ホセ･トマス、ゴードン・クロスキーに師事。現在オーストラリア国立大学音楽学部ギター科の教授である。
1992年にはジョン･ウィリアムスが結成した7人編成のアンサンブル”Attacca”に呼ばれて参加。続いてジョンと二重奏を結成しイギリスとオーストラリアで広くツアーを行う一方、ソニーレコードより二重奏のCD「月とカマキリ」を国際的にリリースし受賞歴を持つ。
ヴァージニア・テイラー、デヴィッド・ペレイラ、デヴィッド・ナットール、バーバラ・ジェーン・ギルビーといったオーストラリアを代表する作曲家達に作曲の依頼・演奏・録音を行うなどして長年にわたりオーストラリア音楽の発展に貢献。その功績が称えられ2005年にAPRA　(the Australasian performing right association)＆AMC(Australian music centre)賞を受賞した。これらのオーストラリア独自の作品の多くはソニー、ABC Classics、Tall Poppies、CSMなどのレーベルでCDに録音されている。
ギター属カルテット”Guitar Trek”のメンバー。

## ディスコグラフィー
- ギターデュオ曲集「月とカマキリ」（ジョン･ウィリアムスとの二重奏）　ソニーレコード
- 「永遠」 - オーストラリアの作曲家による名曲集　ABC Classics

## 賞歴
- 第3回アリカンテ国際ギターコンクール1位
- 英国王立ノーザン音楽大学バッハ賞
- APRA&AMC賞